# 소기린
소기린(본명: 진현종 (陳玄宗), 중국어: 小麒麟, 영어: Little Unicorn, 1940년 ~ 1987년 3월 31일)은 홍콩의 영화배우, 스턴트 배우, 무술가이다. 이소룡의 절친, 아역 배우로 출연, 맹룡과강 영화 출연하였다.